# Eulithis montanata
Eulithis montanata är en fjärilsart som beskrevs av Alpheus Spring Packard 1873. Eulithis montanata ingår i släktet Eulithis och familjen mätare. Inga underarter finns listade i Catalogue of Life.